# Doris Lloyd

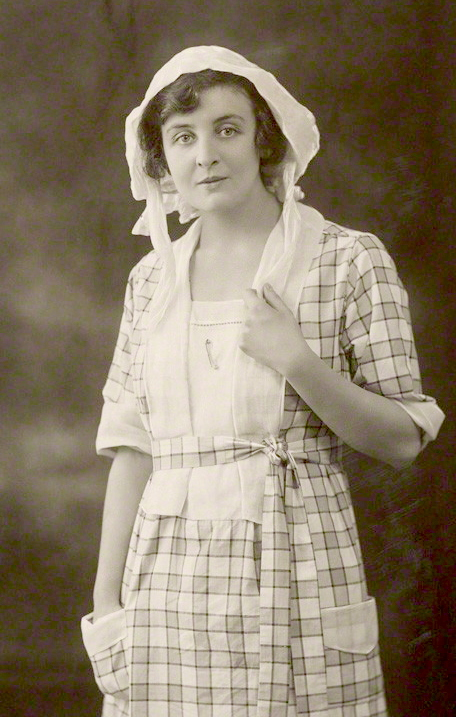
Doris Lloyd (1921)

Doris Lloyd (* 3. Juli 1896 in Liverpool, England, als Hessy Doris Lloyd; † 21. Mai 1968 in Santa Barbara, Kalifornien) war eine britische Charakterschauspielerin in Film, Fernsehen und Theater. Sie spielte von den 1920er bis zu den 1960er Jahren in rund 200 britischen und US-amerikanischen Kino- und Fernsehproduktionen. Darunter Rollen in Filmen wie Wiegenlied, Tarzan, der Affenmensch, Mein Name ist Julia Ross, Das Doppelleben des Herrn Mitty oder Die Zeitmaschine.

## Leben und Karriere
Doris Lloyd, geboren 1896 in Liverpool, hatte ihre ersten Auftritte als Schauspielerin bereits 1914 mit der Liverpool Repertory Theatre Company. Von 1916 bis 1925 trat sie in ihrer Heimat regelmäßig in namhaften Bühnenstücken auf. 1920 betraute sie darüber hinaus der britische Regisseur George Dewhurst mit der Hauptrolle in seinem Kriminalfilm The Shadow Between. 1922 spielte sie in England eine weitere Hauptrolle in dem Stummfilm Love’s Influence des Regisseurs Edward Gordon.
Aus der ursprünglichen Einladung der Schwester Melba, sie 1925 in den Vereinigten Staaten zu besuchen, wurde mehr. Doris Lloyd beschloss sich in Kalifornien niederzulassen und eine Karriere als Schauspielerin in Hollywoodproduktionen zu wagen. Noch im selben Jahr spielte sie in Frank Borzages Filmdrama The Lady ihre erste Nebenrolle in einem US-amerikanischen Spielfilm. Als formal geschulte Theaterdarstellerin fand sie in Hollywood schnell eine hohe Akzeptanz und ein Jahr später spielte sie bereits in Tod Brownings Kriminaldrama Der Rabe von London neben Stummfilmstars wie Lon Chaney senior, Owen Moore oder Renée Adorée. Von 1926 an war das Pensum von fünf bis sechs Rollen pro Jahr für Doris Lloyd für Darstellungen auf der großen Leinwand keine Seltenheit.
1930 besetzte sie die Regisseurin Dorothy Arzner in der Rolle der Mrs. Ashmore in ihrem Filmdrama Wiegenlied an der Seite von Leinwandikonen wie Ruth Chatterton und Fredric March. In W. S. Van Dykes Verfilmung von Edgar Rice Burroughs Klassiker Tarzan, der Affenmensch spielte sie 1932 im Kollegen-Ensemble von namhaften Schauspielern wie Neil Hamilton, Maureen O’Sullivan, C. Aubrey Smith und Johnny Weissmuller.
Mit ihrer Erfahrung und dem Hintergrund als ernsthafte Theaterdarstellerin war Doris Lloyd für Dramen, Kriminalfilme und dem Genre des phantastischen Films für namhafte Regisseure eine lohnende Besetzung. So spielte sie in den 1930er und 1940er Jahren Charakterrollen in zahlreichen Filmklassikern, unter anderem 1933 in Clarence Browns Filmdrama Ein Mann geht seinen Weg, 1935 in Frank Lloyds Abenteuerfilm Meuterei auf der Bounty sowie in Henry Hathaways Verfilmung des Maurier-Romans Peter Ibbetson. Lloyd war 1936 auch in John Fords Historienfilm Maria von Schottland und 1939 in dem Kostümfilm Günstling einer Königin von Michael Curtiz zu sehen. In den 1940er Jahren folgten eine Reihe von Auftritten in Filmen des Horror-Genres wie in Victor Flemings Verfilmung des Dr.-Jekyll-und-Mr.-Hyde-Stoffes in Arzt und Dämon, in George Waggners Adaptation von Der Wolfsmensch oder in Ford Beebes Fortsetzung Der Unsichtbare nimmt Rache. Anschließend spielte sie auch im Genre des Film noir wie in Robert Siodmaks Zeuge gesucht, in Jean Negulescos Drei Fremde oder in Joseph H. Lewis Mystery-Drama Mein Name ist Julia Ross.
1947 verkörperte sie in Norman Z. McLeod turbulenter Komödie Das Doppelleben des Herrn Mitty die Rolle der Mrs. Follinsbee. 1951 lieh sie in dem Disney-Zeichentrickfilm Alice im Wunderland der Rose ihre Stimme. In den 1950er Jahren folgten mehrere Auftritte in verschiedenen Historien- und Abenteuerfilmen, so in Im Schatten der Krone, Die Thronfolgerin, Der eiserne Ritter von Falworth oder Der Schwan.
In den 1960er Jahren sah man sie in kleinen, aber wichtigen Charakterrollen in Oscar-prämierten Werken wie George Pals H.-G.-Wells-Verfilmung Die Zeitmaschine als Haushälterin Mrs. Watchett an der Seite von Rod Taylor sowie in den beiden Julie-Andrews-Filmen Mary Poppins von Robert Stevenson und Meine Lieder, meine Träume von Regisseur Robert Wise.
Doris Lloyd blieb bis 1967 auf der Leinwand aktiv. Bereits im Jahr 1950 hatte sich Doris Lloyd auch erfolgreich dem Fernsehen zugewandt und spielte dort in namhaften Serien. Zu ihren Auftritten in dem seinerzeit neuen Medium gehörten The Bigelow Theatre (1950), Cavalcade of America (1953), The Lone Wolf (1954), Waterfront (1955), Ford Star Jubilee (1956), Suspicion (1958), The Betty Hutton Show (1959), Alcoa Presents: One Step Beyond (1960), The Best of the Post (1961), Alfred Hitchcock präsentiert (1962), Thriller (1962), Arrest and Trial (1963) oder Gauner gegen Gauner (1965).
Doris Lloyd war seit ihrer Übersiedlung in die USA im Jahr 1925 eine sehr beliebte Radio-, Kino- und Fernsehschauspielerin, die auch am Broadway aktiv war, unter anderem als Sybil Birling in der Saison 1947–1948 in dem Stück An Inspector Calls und darüber hinaus auch insbesondere in einer Reihe von Auflagen der populären Ziegfeld Follies.
Am 21. Mai 1968 verstarb die vielseitige Charakterdarstellerin in Santa Barbara, Kalifornien, im Alter von 71 Jahren. Ihr Grab befindet sich im Forest Lawn Memorial Park, Glendale, im Los Angeles County.

## Filmografie (Auswahl)
- 1920: The Shadow Between
- 1922: Love’s Influence
- 1925: The Lady
- 1926: Der Rabe von London (The Blackbird)
- 1926: Das schwarze Paradies (Black Parasise)
- 1928: Die goldene Hölle (The Trail of ’98)
- 1929: Disraeli
- 1930: Wiegenlied (Sarah and Son)
- 1931: Waterloo Bridge
- 1931: Once a Lady
- 1931: Transgression
- 1932: Tarzan, der Affenmensch (Tarzan the Ape Man)
- 1932: Seitenwege des Lebens (Back Street)
- 1932: Zahlungsaufschub (Payment Deferred)
- 1932: In einem anderen Land (A Farewell to Arms)
- 1932: Die Sklavin der schwarzen Geier (Robbers’ Roost)
- 1933: Secrets
- 1933: Oliver Twist
- 1933: Ein Mann geht seinen Weg (Looking Forward)
- 1933: A Study in Scarlet
- 1934: Tempel der Schönheit (Kiss and Make-Up)
- 1934: Madame Dubarry (Madame Du Barry)
- 1934: British Agent
- 1935: Kampf um Indien (Clive of India)
- 1935: Jahrmarkt der Eitelkeiten (Becky Sharp)
- 1935: Peter Ibbetson
- 1935: Meuterei auf der Bounty (Mutiny on the Bounty)
- 1936: Marine gegen Liebeskummer (Follow the Fleet)
- 1936: Maria von Schottland (Mary of Scotland)
- 1936: Ein aufsässiges Mädchen (A Woman Rebels)
- 1937: Der Mord im Nebel (Bulldog Drummond Escapes)
- 1939: First Love
- 1939: Zum Verbrecher verurteilt (They Made Me a Criminal)
- 1939: Die alte Jungfer (The Old Maid)
- 1939: Günstling einer Königin (The Private Lives of Elizabeth and Essex)
- 1940: Das Geheimnis von Malampur (The Letter)
- 1941: Vertauschtes Glück (The Great Lie)
- 1941: Arzt und Dämon (Dr. Jekyll and Mr. Hyde)
- 1941: Sprechstunde für Liebe (Appointment for Love)
- 1941: Der Wolfsmensch (The Wolf Man)
- 1942: Frankenstein kehrt wieder (The Ghost of Frankenstein)
- 1943: Botschafter in Moskau (Mission to Moscow)
- 1943: Liebesleid (The Constant Nymph)
- 1943: Auf ewig und drei Tage (Forever and a Day)
- 1943: Das zweite Gesicht (Flesh and Fantasy)
- 1944: Scotland Yard greift ein (The Lodger)
- 1944: Zeuge gesucht (Phantom Lady)
- 1944: The White Cliffs of Dover
- 1944: Der Pirat und die Dame (Frenchman’s Creek)
- 1944: Der Ring der Verschworenen (The Conspirators)
- 1944: Der Unsichtbare nimmt Rache (The Invisible Man's Revenge)
- 1945: Das Haus des Schreckens (The House of Fear)
- 1945: Eine Lady mit Vergangenheit (Kitty)
- 1945: Mein Name ist Julia Ross (My Name Is Julia Ross)
- 1946: Tarzan und das Leopardenweib (Tarzan and the Leopard Woman)
- 1946: Devotion [1943 gedreht]
- 1946: Drei Fremde (Three Strangers)
- 1946: Mutterherz (To Each His Own)
- 1946: Ball in der Botschaft (Holiday in Mexico)
- 1947: Das Doppelleben des Herrn Mitty (The Secret Life of Walter Mitty)
- 1949: Schicksal in Wien (The Red Danube)
- 1949: Lassie in Not (Challenge to Lassie)
- 1951: Alice im Wunderland (Alice in Wonderland)
- 1951: Kind Lady
- 1951: Das zweite Gesicht des Dr. Jekyll (The Son of Dr. Jekyll)
- 1952: Das zweite Gesicht des Dr. Jekyll (The Son of Dr. Jekyll)
- 1952: Im Schatten der Krone (The Prisoner of Zenda)
- 1953: Die Thronfolgerin (Young Bess)
- 1954: Der eiserne Ritter von Falworth (The Black Shield of Falworth)
- 1955: Ein Mann namens Peter (A Man Called Peter)
- 1955: Unterbrochene Melodie (Interrupted Melody)
- 1956: Der Schwan (The Swan)
- 1957: Ein Herzschlag bis zur Ewigkeit (Jeanne Eagels)
- 1960: Die Zeitmaschine (The Time Machine)
- 1960: Mitternachtsspitzen (Midnight Lace)
- 1960: Herr der drei Welten (The 3 Worlds of Gulliver)
- 1962: Noch Zimmer frei (The Notorious Landlady)
- 1964: Mary Poppins
- 1965: Meine Lieder, meine Träume (The Sound of Music)
- 1967: Rosie!